# Гарагашлы (ковёр)
Гарагашлы (азерб. Qaraqaşlı) — азербайджанские ковры, относящиеся к кубинской группе Куба-Ширванской школы ковроткачества.

## Классификация
Производится в селах Чай-Гарагашлы, Гаджи-Гарагашлы и Сусанлы-Гарагашлы Шабранского района. Некоторые специалисты называют его «Ширван», другие — «Куба».

## Художественные особенности
Своей композицией и элементами ковер отличается от ширванских и кубинских ковров. На серединном поле ковра, на центральной вертикали изображены мелкие медальоны, отличающиеся по форме и структуре от других медальонов, распространенных в азербайджанских коврах. Между медальонами расположены элемент, которые среди народа известны как «гушбашы» (с азерб. — «птичья головка»), но некоторые исследователи считают, что это стилизованное изображение орнамента «ислими». В некоторых коврах слева и справа от медальонов на боковых осях расположены восьмилепестковые элементы, напоминающие виноградный лист. Между белыми «листьями» помещают элемент, называемый «чинар». В зависимости от площади ковра композиция серединного поля существует в двух видах — «тек-гёл» и «гоша-гёл». Бордюр состоит из серединной каймы, малой каймы и медахила. Бордюрные полосы заимствованы из бакинских, ширванских и кубинских ковров. Серединная кайма имеет два варианта: первый вариант, «буруг», заимствован из ювелирных и архитектурных украшений; а второй вариант, «шамданлы» (с подсвечником), заимствован со стенных росписей. Малая кайма, называемая «галма элям», чаще встречается в коврах «Чичи». Кроме этого, в бордюре бывают и медахилы, характерные для бакинских ковров, под названием «чахмагы» (с азерб. — «крючок»).
Фон серединного поля ковров — темно-синий или темно-красный. Иногда встречаются ковры с темно-голубым или белым фоном.

## Технические особенности
Ковры «Гарагашлы» считаются коврами хорошего качества Куба-Ширванской школы.
Размер таких ковров — от 115х180 см до 120x200 см, изредка можно увидеть удлиненными. На одном квадратном метре ковра находится от 160000 до 250000 узлов. Высота ворса — 5-6 мм.